# Valle Nuevo nationalpark
Valle Nuevo nationalpark är en nationalpark i Dominikanska republiken. Den ligger i kommunen Constanza och provinsen La Vega, i den centrala delen av landet, 90 km väster om huvudstaden Santo Domingo. Valle Nuevo nationalpark ligger 1 898 meter över havet.